# Gunung Megahah
Gunung Megahah är ett berg i Indonesien.   Det ligger i provinsen Aceh, i den västra delen av landet, 1 600 km nordväst om huvudstaden Jakarta. Toppen på Gunung Megahah är 1 571 meter över havet.
Terrängen runt Gunung Megahah är varierad. Runt Gunung Megahah är det mycket glesbefolkat, med 3 invånare per kvadratkilometer. I omgivningarna runt Gunung Megahah växer i huvudsak städsegrön lövskog.